# Cá tuế
Cá tuế là tên gọi chỉ chung cho một số nhóm cá nước ngọt cỡ nhỏ và một số loài cá nước lợ, chúng được sử dụng để làm cá mồi hay dùng là cá mồi câu, những con cá này nhỏ đến mức có thể nắm chúng một lúc nhiều con trong lòng bàn tay. Cá tuế cũng có tác dụng tốt ở những chỗ nước trong là nơi sinh sản của loại muỗi vằn Aedes aegypti truyền bệnh sốt xuất huyết. Cá con sẽ sinh trưởng tốt nhất trong nhiệt độ giống môi trường sống của bố mẹ.